# カンドンブレ

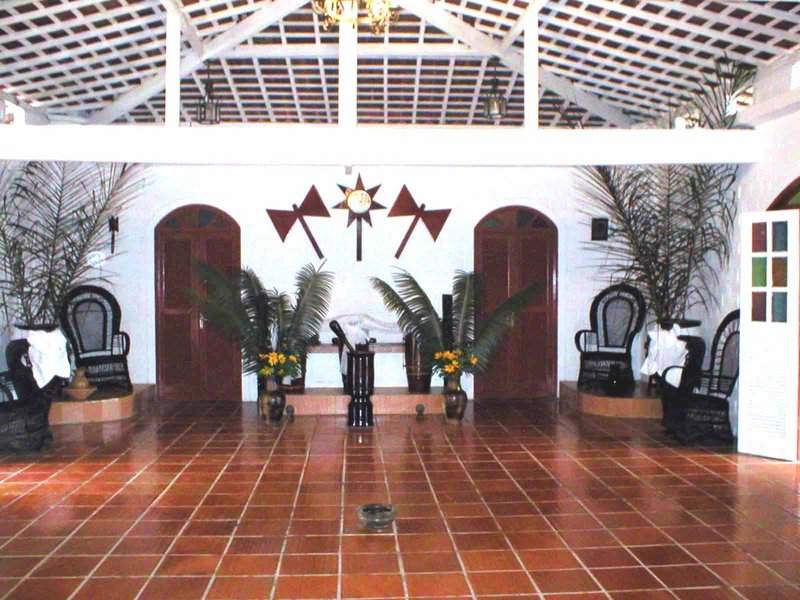
カンドンブレのバラカン（ペルナンブーコ州）。

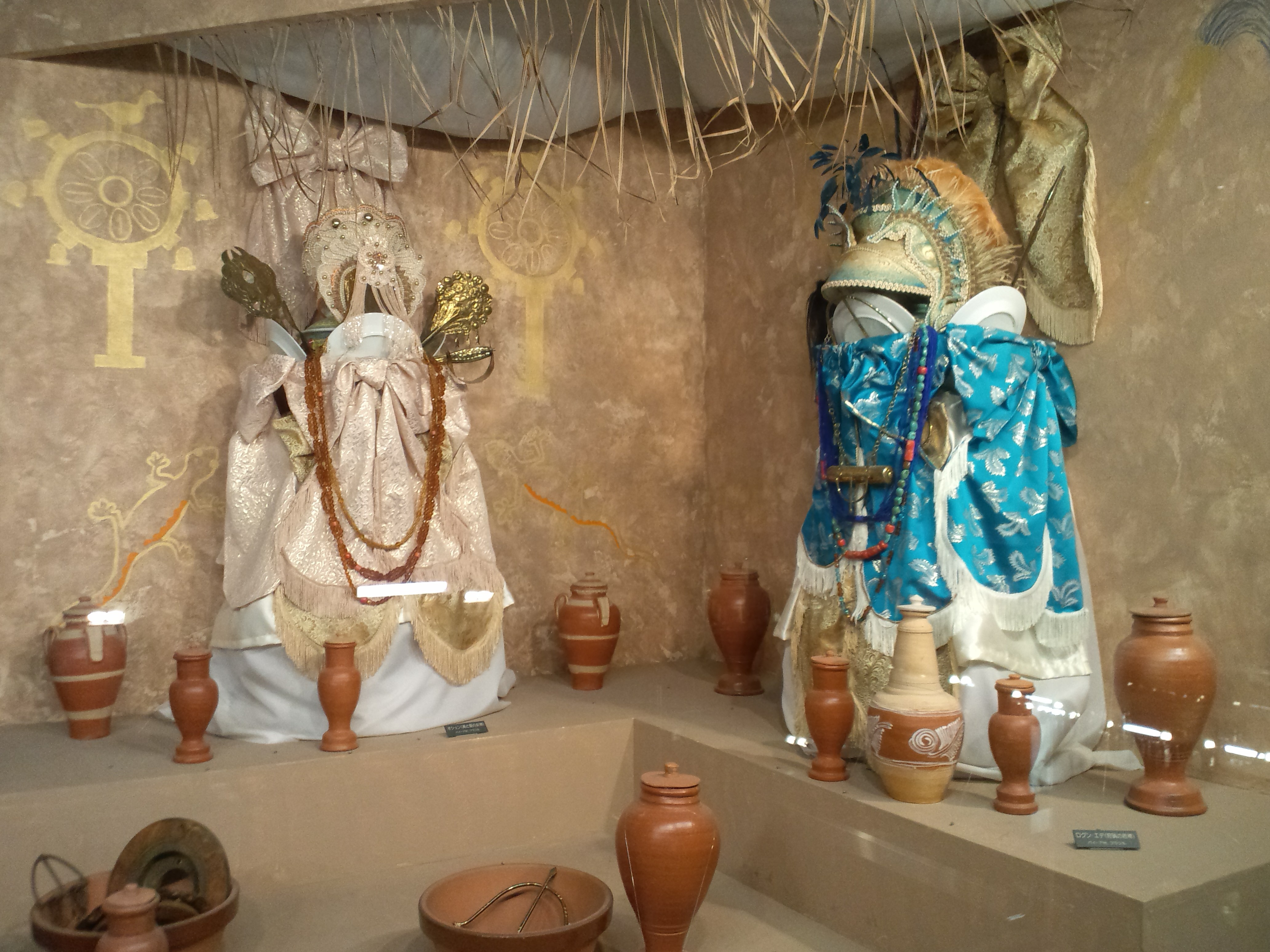
カンドンブレの祭壇（リトルワールド、愛知県犬山市）

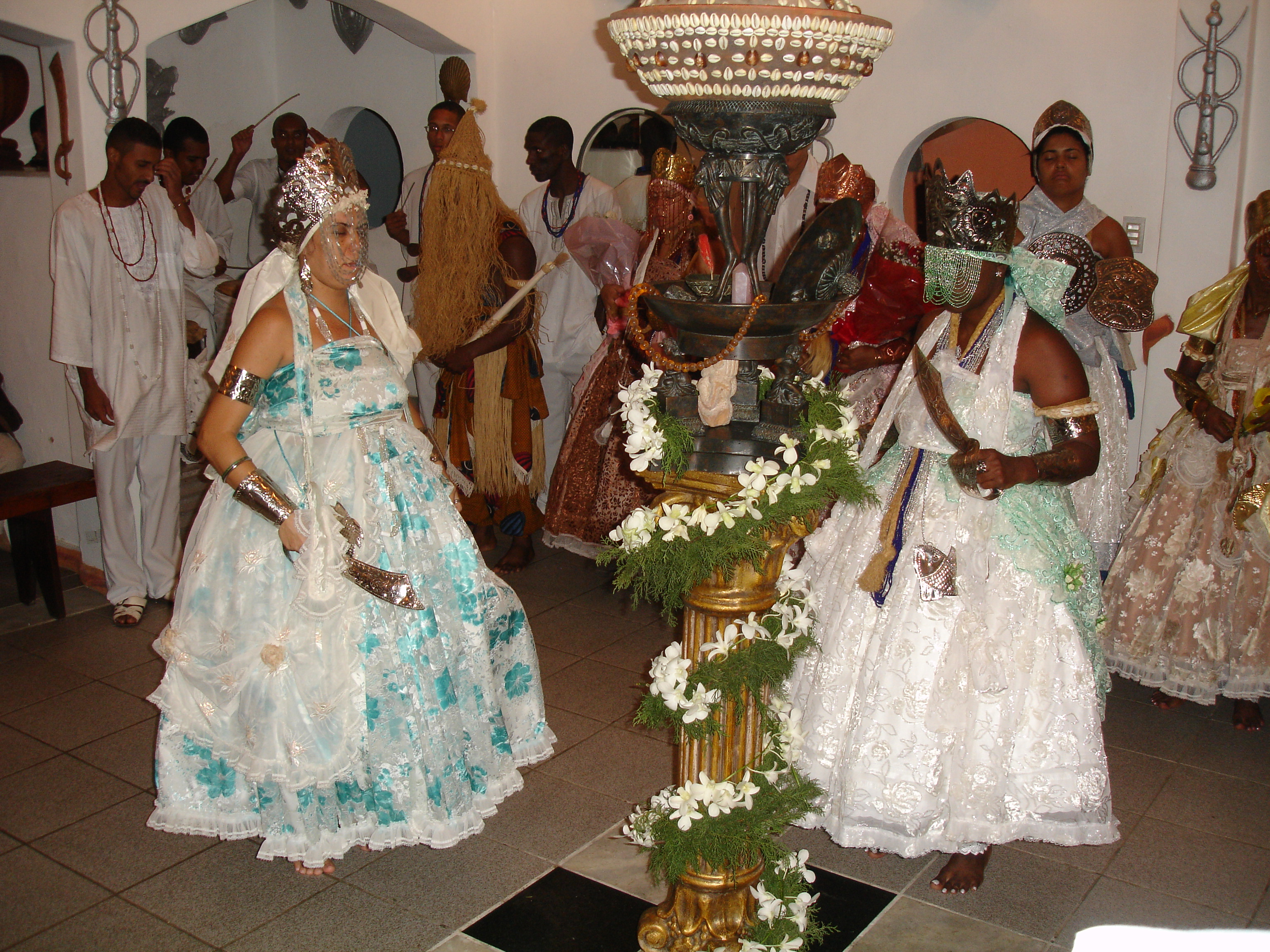
カンブンドレの儀式（ブラジル、2008年）

カンドンブレ、あるいはカンドンブレー（葡: Candomblé [kɐ̃dõˈblɛ]）は、ブラジルの民間信仰のひとつ。主に低所得者層と中産階級から信仰されている。中心地はバイーア州およびリオデジャネイロ州。アフリカ系の宗教を基礎にしている。

## カンドンブレとオリシャ
アフリカの土着宗教（特にヨルバ人の伝統を継承している）が、奴隷貿易とともにブラジルへ渡来し、カトリックへの強制改宗にともなって独特の発展をとげた。その過程においてジェジェ・ナゴ・カンドンブレと呼ばれるナゴ(Nago　ヨルバ人)とジェジェ(Gege　ダホメ人)の集団と、バンツー系で構成されるアンゴラ・コンゴ・カンドンブレが、インディオの信仰やエスピリティズモ（スピリティズム）など複数の信仰をも取り込み、1830年に体系化された。
ブラジルの総人口のうち約1.5％（およそ200万人）が信仰しているとされ、信者らはキリスト教会とほぼ同じ頻度でテヘイロ（Terreiro、儀式を行う場所。カンドンブレ教会）に通うという。
カンドンブレという言葉は、プランテーションで働かされていた奴隷たちの宗教的舞踊「カンドンベ」と家を意味するヨルバ語「イレ」をつなげた造語。
カンドンブレの儀式では、アタバキとよばれる三本の打楽器（パーカッション）のリズムに合わせ、聖職者がその身にさまざまな神を憑依させる（信者が神懸かることもある）。カンドンブレの神々は、オリシャ(Orixa)と呼ばれ、それぞれのオリシャには自然現象や色、曜日、好物、持物（アイテム）、司る人間の内臓などが割り当てられている。神々の数は地方やテヘイロごとに差異があり、その正確な数はだれにもわからないとされる。これは各地の精霊信仰や日本の神道における八百万の神にも通ずるものがある。
なお、ハイチのブードゥー教やキューバのサンテリアなどはカンドンブレと同種の信仰である。特にヨルバ人の信仰体系を基礎とするサンテリアでは、スペイン語(但し「S音がT音」に転訛するためオリシャはオリチャとなる)になっただけでオリシャの重婚、性格、あてられる守護聖人などは全く同じで、サンテリアの信徒はカンドンブレとの親和性を主張するものの、ブードゥーとは距離を置いている。サンテリアとカンドンブレの類似している理由について、檀原照和はaブラジルの環境が過酷であるため奴隷が死にやすく、アフリカから供給し続けなければならなかった点とbキューバの黒人と同じくコンゴの人間とヨルバ人で構成されているためとしている。
1904年に登場した宗教ウンバンダは、ブラジルの都市沿岸部において、カンドンブレにペンテコステ派とカトリック心霊主義を合せたものと称される。

## 創造神話
世界のはじめ、最高神オロドゥマレ（Oloddumare またはオロルン Olorum）がイファ（Ifa、運命）とオバタラ（Obatala、天）とオドゥドゥア（Odudua、地）を創った。オバタラとオドゥドゥアから2人の子供、オシャラ（Oxala、太陽）とイエマンジャ（Iemanja、海）が生まれた。この2人からほとんどのオリシャが生まれた。そのためこの2人は「偉大なる父」「偉大なる母」と呼ばれる。

## 主なオリシャ
主なオリシャを以下に列挙する。
- オロドゥマレ（Oloddumare）／オロルン(Olorum)
最高神。天地と運命を創造した。
- エシュ(Exu)
宇宙の創造神「オロルン」に最初に創られたオリシャ。変幻自在で複雑な存在。運命の神。神々の伝令で、この世とあの世を繋ぐ役割を担う。すべてのオリシャの儀式の中で、まず先に礼を尽くさねばならない存在。ウンバンダでは邪悪な一生を送り、亡くなった人の霊や外国人の霊が変化してエシュになると言われている。性欲と生命力を司る。色は赤と黒。月曜日の神、またはウンバンダでは毎日。人間関係、仕事、金銭など現世利益的な問題解決を助けるとされる。いたずら好き。シンボルはオゴ（ラッパとひょうたんで飾った杖）。供物はカシャーサ、赤と黒の鶏、蜂蜜、犬。真言はラーロイエ。
- オモル（Omolu）
オバルエ（Obalue）とも言われる。檀原によれば流行り病の神でポップコーンを好む[7]。宇宙創造の神秘、病と再生の神秘、病気を癒す力を司る。ササラ（先祖の霊を象徴するヤシの葉の繊維）という、膝まで届く冠をつけている。ナナンの子。土から生まれ、土に宿る魂は彼の兄弟に当たる。貧しい人々のための医者で、マスクをして藁の上張りを着て身を隠している。あらゆる病気を治すことができ、人間に病を引き起こすことで罰を与え、彼のみがその病を癒すことができる。人の穢れや超自然的な弊害をササラで祓う。先祖の霊はオモルに付き添い、その霊力を有する。ウンバンダでは死体に憑くという形で現れるが、カンドンブレでは主に山に生える干草のロープを身体に巻きつけて踊るという形で現れるので藁が目印となっている。色は白と黒。8月16日、または月曜日の神。キリスト聖人は聖ラザロ。供物はポップコーンの他、黒豆、山羊、雄鶏、豚、犬。真言はアトゥトゥ。
- オグン(Ogum)
鉄の神。剣を持ち、火曜日を司る戦いの神[7]。体中長い毛に覆われる。イェマンジャの子とされる。白馬にまたがり槍を抱えて、不正を暴露するために世界中を旅してまわる。心身ともに純潔な若い神。赤い肉を好んで食べる。不可思議と深く関わっているため、このオリシャの儀礼は秘密結社の中でのみ行われ、女性の参加が禁じられていた時期もあった。強い心の持ち主の考えを支配し、他人との関係を悪くする不安定な心をなくす神として、ブードゥー教ではオグン・ロアと呼ばれている。色は青あるいは緑。4月23日、または火曜日の神。キリスト聖人は聖アントニウス。シンボルは鉄剣。供物は黄色いトウモロコシ、犬、ヤムイモ、雄山羊、雄鶏。真言はカウオー・カビシレ。
- オシュマレ（Oxjmare）
虹の神で、檀原によれば両性具有で蛇をシンボルとする[7]。一本足。時に土の中にも、時に水の中にも住む。また男にも女にもなる。夜明けの力強い気も表す。色は黄と黒。8月24日、または火曜日の神。 キリスト聖人は聖バルトロメ。供物は黒のフェジョン、海老、トウモロコシ、オリーブ・オイル、グルル（トウモロコシと豆の料理）。真言はアオ・ボボイエー。
- シャンゴ(Xango)
オシャラの長男。雷、稲妻の神。正義と裁きの神。自惚れが強く怒りっぽい。お洒落で精力的。イアンサン、オシュンの夫。一般には男らしさのシンボル。シャンゴは火を意味するため、命のないところには留まらない。木と材木にも関連付けられている。色は赤と白。9月30日、または水曜日の神。シンボルは斧、棍棒。キリスト聖人は聖ヨハネ、聖ペテロ、聖ミカエル。供物はアマラ、オクラ、海老、亀、雄羊、雄鶏、雄牛。真言はカウオー・カビエシレ。
- イアンサン(Iansa)
風と雨の女神。情熱、衝動、勇気、策略を司る。シャンゴとオショシの妻。元々はオグンの妻である。左手に盆を、右手に剣を持ち、力強く官能的に踊る美しい女神。非常に情熱的ではあるが、冷酷で泣き落としのきかない厳しさを持ち、邪悪なものや不正なものを断固として粉砕するアマゾネスともいうべき戦争の神。電光の速さで旅をするが、氷のように純粋であるから、金で買収をしたり色仕掛けで魅惑したりすることは困難であると信じられる。亡くなった人の魂の護り手。知的で美しい女神。色は赤。12月4日、または水曜日の神。シンボルは剣、馬の尻尾の毛、水牛の角のお守り。キリスト聖人は聖バーバラ。供物はアマラ、オクラ、海老、亀、鶏、羊、アカラジェ（バイーア料理）の場合もある。真言はエーバ・ヘイ。
- オショシ(Oxossi)
狩りと森の神。オグンの兄弟。エシュと仲が良く、カボクロの長。人からの信頼度は高く、感じのいい人のイメージが強い。ブロコ・アフロの一つ、アラ・ケトゥのシンボルでもある。カンドンブレのイファの占いで4が続けて出た場合には、魔よけとしてオショッシの象徴を指で作って弓を射るしぐさをする。色は主に薄青と緑。1月20日、または木曜日の神。シンボルは弓矢。キリスト聖人は聖ジョルジュ、聖セバスチャン。供物はイモ、黒い豆、アショショ（バイーア料理）。真言はオケアロ。
- オシャラ(Oxala)
太陽神。創造力を司る神。ヨルバ族の宇宙の創造神「オロルン」に創られた、オリシャの中の最高位の神。世界と人間を創造し、宇宙を支配する。平和の象徴だが、頑固でもある。色はうすい空色、白。1月1日、または金曜日の神。シンボルは剣、アルミ、プラチナ。キリスト聖人はイエス・キリスト。供物は雄山羊、白鳩。真言はエーバ・ババー。
- イエマンジャ(Iemanja)
海の女神。オシャラ神の妻、または娘。「海の女王」または「人魚のジャナイーナ」とも呼ばれる。オリシャたちの母。妊娠、出産を司る。バイアでは漁師たちの護り手でもある。シャンゴと結びつけられるので、火になぞられるシャンゴに供えるすべてのものを受ける。色は青。2月2日（サウバドールでは8月15日、ヒオでは12月31日）、または土曜日の神。母性、守護、献身のシンボル。特徴は銀色のアベベ（扇、もしくは鏡）、剣、魚、貝、タツノオトシゴ、カジキマグロ、光り輝く石。月と星。キリスト聖人は聖母マリア。供物は白い花、香水、石鹸、クリームなどの女性が喜ぶ品々。犬、白いトウモロコシ、山羊、デンデ・オイル（ヤシ油）と玉ねぎ、アヒル、鶏。真言はオドイア。
- オシュン(Oxum)
川の女神。富と出産、女性の美を司る。色っぽいセクシーな女神。オグンとオショッシ、シャンゴの妻。扮装はイエマンジャと似ているが、オシュンはスカーフを身につけている。ウンバンダでは、この女神に憑かれた人は渦巻状に回転しながら踊り、身体の前で手を振り、時に泣き出したりする。オシュンが泣くのは凶事の前兆とされる。色は金あるいは黄。2月2日（ヒオでは12月8日）土曜日の神。シンボルは黄色のアベベ（扇、もしくは鏡）、川の石、金。キリスト聖人は聖カタリナ、そして無原罪の御宿りを表す。供物は黄色い花、オモロオクン（フェジョン豆と海老を蜂蜜で煮たもの）、山羊、鳩、鶏。真言はオーラ・イエイエオー。
- ナナン（Nanan）
最年長の水の女神である。原始の母。オモルの母。親しみを込めてお婆さんとも呼ばれる。静かな動かない水を司る。静かで平和であるが頑固。再生の可能性のある死者たちの魂を自分の胸に受け止める。内臓の中に万物を内包し、変化させる。色は薄紫。7月16日、または月曜日と土曜日の神。シンボルは粘土や木でできたもの。キリスト聖人は聖サンタナ、聖アンナ[8]。供物はエビリ（黒いフェジョン、海老、玉ねぎと白いトウモロコシでミックスしたもの）。真言はサルバ。

## 食文化
バイーア州の屋台で出すアカラジェと呼ばれるフリッターは、カンドンブレを信仰する人々にとって重要であり、アカラジェの技法はブラジル政府が保護をしている。黒目豆をミキサーにかけ、エビの粉末やタマネギと油で揚げたものでタマネギ、オクラ、エビ、ナッツ、トウガラシのペーストを挟んで作る。アカラはヨルバ語で「火の玉」を意味する。